# 川崎国際生田緑地ゴルフ場
川崎国際生田緑地ゴルフ場（かわさき こくさい いくたりょくち ゴルフじょう）は、神奈川県川崎市多摩区にあるゴルフ場である。

## 概要
運輸事務次官の平山孝は、1947年（昭和22年）、占領軍との国際交流に相応しい場所としてゴルフ場が良いのではと、ゴルフ場の建設用地を探していた。平山は「名古屋ゴルフ倶楽部・和合コース」のクラブチャンピオンの実績があり、「武蔵野カンツリー倶楽部」の理事でもあった。平山が目を付けたのが生田緑地である、だが戦争で放置されていた。平山が神奈川県知事の内山岩太郎と川崎市長の金刺不二太郎に問い合わせると、内山はゴルフ場ができれば国際交流に役立つと賛同した。
生田緑地は、多摩丘陵の桝形山で、丘陵というよりは山に近かった。1949年（昭和24年）11月24日、新たなゴルフ場の建設に向け、川崎市を主体に経営母体「川崎林園株式会社」が設立され、平山が社長に就任し、名称を「川崎国際ゴルフ倶楽部」と決定した。しかし、生田緑地は自作農創設特別措置法で、小作人に売り渡すことが決まっていたため処理に時間がかかった。
1951年（昭和26年）4月9日、川崎市と生田林園の間で借地契約が行われた。同年6月、コース設計を井上誠一に依頼し着工された。1952年（昭和27年）5月18日、9ホールが完成し開場した。1954年（昭和29年）11月3日、増設9ホールが完成し、18ホールのゴルフ場が開場した。
川崎国際ゴルフ倶楽部は、新宿から登戸まで約20分で、「登戸」と言われて親しまれた。その後、周辺の都市化が進み、住宅地開発や、向ヶ丘遊園などと、明治大学、専修大学などの進出で「市有地の占有」との意見が言われるようになった。1967年（昭和42年）、川崎市はゴルフ場の継続延長を拒否することになり、その後17年間の訴訟となった。
1984年（昭和59年）7月、裁判所による職権調停により和解勧告がされ、1992年（平成4年）1月10日、市民のためのパブリックゴルフ場に生まれ変わり、2021年（令和3年）現在は、東急リゾートサービスと石勝エクステリアの共同事業体によって運営されている。
コースは多摩丘陵の桝形山の自然を生かし戦略性に富んでおり、グリーン周囲の難易度が高いことで評価を上げている。小さいグリーンに深いバンカーという、井上誠一の設計が生かされている。

## 所在地
神奈川県川崎市多摩区枡形七丁目1番10号

## コース情報
- 開場日 - 1952年5月18日
- 設計者 - 井上誠一
- コースタイプ - 丘陵コース
- コース - 18ホールズ、パー72、高麗6225ヤード、ベント6015ヤード、コースレート・コーライ70.9、ベント73.3
- ティグランド - コウライ
- フェアウェー - コウライ
- グリーン - 2グリーン、コウライ、ベント
- ラフ - ノシバ
- 予約受付 - 2ヶ月前の1日より、平日分・午後1時より、土日祝分・午前10時より電話受付
- プレースタイル - 乗用カート（5人乗り電磁誘導）使用によるキャディ付きまたはセルフの選択制
- バックティー使用 - キャディ付プレーで1組4名・合計ハンデキャップ60以下が条件
- 練習場 - 6打席 30ヤード
- 休場日 - 1月1日（他・数日不定休有） [2]

## ギャラリー
- コース - 「川崎国際生田緑地ゴルフ場」、コース案内
- ハウス - 「川崎国際生田緑地ゴルフ場」、レストラン

## 交通アクセス
鉄道
- 小田急小田原線 - 向ヶ丘遊園駅北口より 路線バス利用（小田急バス）
- 東急田園都市線・横浜市営地下鉄 - あざみ野駅より 路線バス利用（小田急バス）[3]

路線バス
- 向ヶ丘遊園駅 - 専修大学前より 徒歩約3分
- あざみ野駅 - 専修大学入口・川崎ゴルフ場入口より 徒歩約8分[3]

道路
- 尻手黒川道路 - 東名川崎ICより 約4km
- 中央自動車道 - 稲城ICより 約8.4km、調布ICより 約9km[3]

## 関連文献
- 『ゴルフ場ガイド 東版』2006-2007、「川崎国際生田緑地ゴルフ場（神奈川県）」、東京 ゴルフダイジェスト社、2006年5月、2021年3月8日閲覧
- 『ランドスケープ研究 日本造園学会会誌 journal of the Japanese Institute of Landscape Architecture』、「人間と自然が共生する理想郷づくり 川崎国際生田緑地ゴルフ場」、関口正敏、東京 日本造園学会、2011年4月、2021年3月8日閲覧
- 『美しい日本のゴルフコース BEAUTIFUL GOLF CULTURE IN JAPAN 日本のゴルフ110年記念 ゴルフは日本の新しい伝統文化である』、ゴルフダイジェスト社「美しい日本のゴルフコース」編纂委員会編、「川崎国際生田緑地ゴルフ場」、東京 ゴルフダイジェスト社、2013年12月、2021年3月8日閲覧
- 『月刊ゴルフマネジメント』、「クローズアップ21 市営ゴルフ場としてレストランを一般に開放 川崎国際生田緑地ゴルフ場 Web予約も開始、指定管理者制度で柔軟な運営に」、東京 一季出版、2014年2月、2021年3月8日閲覧
- 『ゴルフ場セミナー』、「クラブハウス探訪 川崎国際生田緑地ゴルフ場(神奈川県・18H) 急傾斜地の高低差を活用した3階建てハウス」、東京 ゴルフダイジェスト社、2014年4月、2021年3月8日閲覧